# Alster (Schiff, 1989)
Die Alster (A 50) ist ein Flottendienstboot der Klasse 423 (Oste-Klasse) der Deutschen Marine. Bei den Flottendienstbooten handelt es sich um Aufklärungsschiffe, die für diesen Zweck mit verschiedenen Sensoren ausgerüstet sind.
Die Alster gehört zum der Einsatzflottille 1 unterstehenden 1. Ubootgeschwader und ist in Eckernförde stationiert. Außer der Alster unterhält die Deutsche Marine noch die Schwesterboote Oste und Oker. Mit ihrem Fahrbereich von über 5000 Seemeilen ist die Alster für längere Aufklärungseinsätze ausgelegt.
Sie ist der Nachfolger des 1960 bis 1988 eingesetzten gleichnamigen Flottendienstbootes mit gleicher Kennung.
Das Schiff ist nach dem gleichnamigen Fluss in Hamburg und Schleswig-Holstein benannt.

## Ausrüstung
Genaue Daten zu den an Bord vorhandenen Geräten sind nicht bekannt. Laut Internetangebot des Bundesministeriums für Verteidigung soll es sich um elektromagnetische, hydroakustische und elektro-optische Geräte zur strategischen Informationsgewinnung in Krisengebieten handeln. Für die Bedienung der Frühwarn-, Fernmelde- und Aufklärungseinrichtungen können je nach Auftragsart bis zu 40 Spezialisten aus dem Organisationsbereich Cyber- und Informationsraum eingeschifft werden. Die Schiffe der Oste-Klasse können sowohl auf sich allein gestellt operieren als auch im Wirk- und Kommunikationsverbund mit anderen Einheiten und Dienststellen deutscher und internationaler Streitkräfte.

## Einsätze
Die Boote der Klasse 423 waren ursprünglich gebaut worden, um sowjetische Schiffe in der Ostsee aufzuklären, insbesondere im Seeraum des Warschauer Paktes.

### Balkan
Nach 1990 wurden die Alster auch für Aufklärungsaufgaben außerhalb der Ostsee eingesetzt, so zum Beispiel ab 1999 zur Aufklärung des Balkans im Mittelmeer.

### Libanon
Ab Sommer 2006 war die Alster zur Aufklärung vor dem Libanon eingesetzt. Es wird vermutet, dass es – ohne explizit im Bundestagsmandat enthalten zu sein – Einheiten des UNIFIL-Einsatzes der Deutschen Marine durch Aufklärung von Luft- und Seebewegungen unterstützt hat. Nach Einschätzung von Verteidigungsminister Franz Josef Jung fiel es unter die vom UN-Mandat abgedeckten 400 Unterstützungskräfte. Dabei wurde sie im Oktober 2006 Gegenstand diplomatischer Unstimmigkeiten zwischen Israel und der Bundesrepublik Deutschland aufgrund eines Zwischenfalls mit israelischen Kampfflugzeugen vom Typ F-16.
Am Morgen des 24. Oktober 2006 um 10:11 Uhr fand der Zwischenfall ca. 50 Seemeilen (rund 90 Kilometer) vor der libanesischen Küste in internationalen Gewässern auf Höhe der libanesisch-israelischen Grenze und des israelischen Ortes Rosch Hanikra statt. Erste Medienberichte sprachen von sechs israelischen F-16, die im Tiefflug über ein deutsches Schiff der UNIFIL-Flotte geflogen seien und zwei ungezielte Schüsse in die Luft abgegeben sowie mehrere Infrarot-Täuschkörper abgeworfen hätten. Dabei sei es zu keiner Kampfhandlung gekommen und niemand sei verletzt worden. Dies bestätigte am 25. Oktober der Sprecher des deutschen Verteidigungsministeriums.
Eine israelische Armeesprecherin erklärte zunächst, dass ein deutscher Helikopter von der Alster, die sich zum fraglichen Zeitpunkt angeblich in israelischen Gewässern befunden haben soll, abgehoben habe und der Flug vorher nicht mit der israelischen Armee abgesprochen worden sei. Daraufhin hätten die F-16-Piloten versucht, den Helikopter zur Rückkehr und zur Landung zu zwingen. Sie bestätigte auch die Abgabe von Schüssen, dementierte aber den Einsatz von Leuchtsignalen. Die Alster hat jedoch an Bord keine Landemöglichkeit für Hubschrauber; zudem befand sich der Hubschrauber, laut Angaben des Verteidigungsministeriums, zum fraglichen Zeitpunkt 70 Kilometer entfernt von der Alster. Unklar ist, ob der Hubschrauber über ein eingeschaltetes IFF-System verfügte.
Am 27. Oktober 2006 korrigierte die israelische Luftwaffe diese Aussage und gab an, dass der Vorfall mit dem Helikopter auf einem anderen Schiff stattgefunden und die Alster sich wirklich in internationalen Gewässern befunden habe. Jedoch seien in der Region israelische Trainingsflüge häufig und der Zwischenfall hätte in diesem Zusammenhang stattgefunden.
Durch diesen wurde erst bekannt, dass das betroffene Schiff nicht – wie zuerst bekanntgegeben – ein Teil der UNIFIL-Flotte, sondern das Aufklärungsschiff Alster war, das sich auf einem nicht öffentlich bekanntgegebenen Einsatz vor Ort befand. Dadurch geriet Franz Josef Jung in die Kritik der Bundestagsopposition, die eine völlige Aufklärung und eine Veröffentlichung von Videoaufnahmen forderte, die von Besatzungsangehörigen der Alster mit qualitativ hochwertigen Objektiven von dem Zwischenfall gemacht worden waren und die derzeit vom Verteidigungsministerium unter Verschluss gehalten werden.
Deutsche Marineoffiziere gaben der Nachrichtenagentur ddp anonym eine Einschätzung, in der sie Israel vorwarfen, über den Einsatz der Alster auf Grund ihrer potentiellen Spionagetätigkeit unerfreut gewesen zu sein, obwohl der Einsatz des Aufklärungsschiffes Israel explizit mitgeteilt worden sei. Der Vorfall sollte demnach eine Art Machtdemonstration darstellen: „Die Israelis wollten uns eine Harke zeigen.“
Nach Berichten des Focus vom 28. Oktober 2006 sei in das Ereignis, das die israelische Armeesprecherin zuerst beschrieben hatte, aber tatsächlich ein deutsches UNIFIL-Schiff involviert gewesen. Dabei sei der Helikopter, in dem sich der Flottillenadmiral Andreas Krause befunden habe, vom Feuerleitradar der Jets angepeilt worden, was üblicherweise der letzte Schritt vor einem Angriff sei.
Die Bild am Sonntag berichtete am 29. Oktober 2006, dass sich in der Nacht zum 27. Oktober erneut eine ähnliche Situation ereignet habe. Auch hier sei ein Helikopter der deutschen UNIFIL-Flotte von einem israelischen F-16-Kampfflugzeug bedrängt worden. Dies wurde vom Bundesverteidigungsministerium bestätigt.
Franz Josef Jung reiste vom 3. bis 5. November 2006 nach Israel, um offene Fragen zu diesen Vorfällen zu klären und die Koordination zwischen der deutschen Marine und der israelischen Luftwaffe zu optimieren.

### Mittelmeer 2011–2012
Am 5. November 2011 brach die Alster aus Eckernförde zu einer geheimgehaltenen Mission in das Mittelmeer auf. Mit 85 Mann Besatzung war die Mission unter Korvettenkapitän Maik Riegel bis März 2012 geplant und wurde als nationale Aufklärungsfahrt tituliert. Die Flottendienstboote sammeln mit Hilfe von akustischen und optischen Sensoren Informationen, die sie an das Kommando Strategische Aufklärung weitergeben.

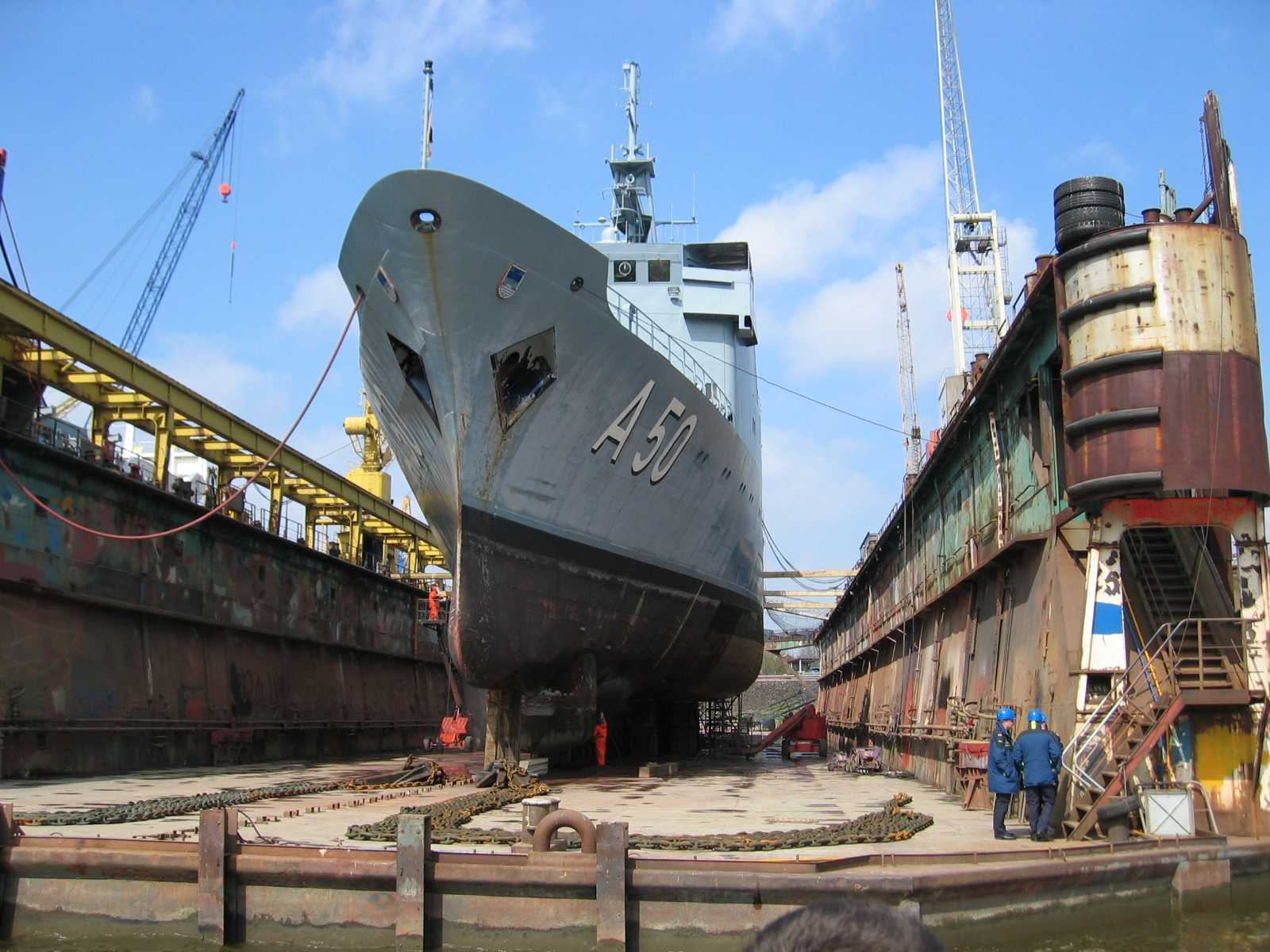
Die Alster im April 2012, Werftaufenthalt in Hamburg

An Weihnachten 2011 machte die Alster im Hafen von Larnaka auf Zypern fest. Die Mittelmeerfahrten dienten der Überwachung des Schiffsverkehrs im Zuge der NATO-Operation Active Endeavour oder der UNO-Mission UNIFIL. Eine nationale Aufklärungsfahrt hatte es bis dahin noch nicht gegeben.
Die Alster wurde laut dem Spiegel im Dezember 2011 im östlichen Mittelmeer von der syrischen Marine bedroht. Ein syrisches Kriegsschiff habe Ende Dezember seine Bordkanone auf das Flottendienstboot gerichtet, als dieses 15 Seemeilen vor der Küste unterwegs war. Da es sich nicht um einen bewaffneten Einsatz handelte, befand sich die Alster ohne Kenntnis des Bundestags vor Syrien. Der Verteidigungspolitische Sprecher der Grünen-Bundestagsfraktion, Omid Nouripour, übte nach dem Bekanntwerden des Zwischenfalls Kritik an der Geheimhaltung des Einsatzes. Auf jeden Fall müsse das Parlament informiert werden, sagte er dem Spiegel.

### NATO Response Force
Am Mittag des 26. Februars 2022 ist die Alster aus dem Marinestützpunkt Eckernförde in die östliche Ostsee ausgelaufen, um von dort aus der Deutschen Marine und Bundeswehr anlässlich des Ukrainekriegs gesicherte Daten zu liefern. Das Aufklärungsschiff soll die russischen Aktivitäten im Ostseeraum überwachen und ein umfassendes Lagebild verschaffen. Die Alster verstärkt dabei mit der ebenfalls entsandten Korvette Erfurt die Nordflanke der NATO in der Ostsee.
Am 3. Februar 2025 kam es auf der Alster, welche zu dem Zeitpunkt im Schwimmdock der Norderwerft im Hamburger Hafen lag, zu einem Brand. Der in einem Schaltschrank ausgebrochene Brand konnte durch Marineangehörige selbst erfolgreich bekämpft werden. Die Feuerwehr kontrollierte die Brandstelle anschließend.